# Thimert-Gâtelles
Thimert-Gâtelles – miejscowość i gmina we Francji, w Regionie Centralnym, w departamencie Eure-et-Loir.
Według danych na rok 1999 gminę zamieszkiwało 929 osób, a gęstość zaludnienia wynosiła 21 osób/km² (wśród 1842 gmin Regionu Centralnego Thimert-Gâtelles plasuje się na 471. miejscu pod względem liczby ludności, natomiast pod względem powierzchni na miejscu 143.).